# Nobuhisa Yamada
Nobuhisa Yamada (Prefectura de Shizuoka, Japó, 10 de setembre de 1975) és un futbolista japonès.

## Selecció japonesa
Nobuhisa Yamada va disputar 15 partits amb la selecció japonesa.